# Убий мене знову
Убий мене знову (англ. Kill Me Again) — американський трилер 1989 року.

## Сюжет
Чарівна Фей разом зі своїм дружком Вінсом грабують кур'єрів, які перевозили гроші мафії. Після цього Фей б'є свого спільника каменем по голові і їде з награбованими грошима в Вегас. Там вона шукає того, хто допоміг би їй інсценувати смерть, бо Вінс так просто дівчині спокою не дасть. Вона звертається за допомогою до приватного детектива Джека Ендрюса. Гроші дуже потрібні Джеку, тому він погоджується на сумнівну пропозицію красуні. Фей зникає, а поліція, мафія і Вінс починають полювати за Джеком, щоб з'ясувати, де гроші і труп Фей.

## У ролях
| Актор        | Роль               |
| ------------ | ------------------ |
| Майкл Медсен | Вінс Міллер        |
| Джоанн Воллі | Фей Форрестер      |
| Вел Кілмер   | Джек Ендрюс        |
| Пет Малліган | Семмі              |
| Нік Димитрі  | Марті              |
| Бібі Беш     | секретар Джека     |
| Лі Вілкоф    | Великий Джим       |
| Джо Карберрі | Джонсі             |
| Майкл Грін   | лейтенант Гендрікс |
| Джон Грайз   | Алан Свейзі        |